# Piero Trellini
Piero Trellini (Roma, 25 settembre 1970) è uno scrittore, giornalista e autore televisivo italiano.
È il primo scrittore italiano ad avere vinto un Book of the Year ai Sunday Times Sports Book Awards di Londra .

## Biografia
Dopo aver frequentato il Liceo classico statale Goffredo Mameli si è laureato in lettere presso La Sapienza con una tesi sul film L'anno scorso a Marienbad di Alain Resnais e Alain Robbe-Grillet. Durante gli anni universitari ha frequentato la scuola di cinema di Ermanno Olmi, i corsi di sceneggiatura di Robert McKee e ha lavorato nell'industria cinematografica.
È stato cronista del settimanale Film Tv e ha lavorato per la Repubblica, La Stampa, Il Sole 24 ore, Il Messaggero, Il Tempo, il manifesto, Liberazione, Il Post, Nuovi Argomenti
Nel 1997 ha collaborato con il Ministero delle Finanze per il quale ha ideato il nome "Unico" per il nuovo modello 740. Ha lavorato per Sogei, Federcalcio, Sky, Rai e altri.
Nel 2019 ha pubblicato La partita. Il romanzo di Italia-Brasile (Mondadori). Il libro diventa immediatamente un caso editoriale, entrando in pochi mesi nella collana degli Oscar, ottiene riconoscimenti tra i quali il Premio Bancarella Sport, il Premio Mastercard Letteratura, il Premio Ape, il Tuttosport Book Award e il Premio della Giuria Massarosa, i titoli di "Libro dell'anno" e "miglior performance narrativa" del 2019 oltre che riscontri nel mondo editoriale. Successivamente il libro viene pubblicato in novantaquattro paesi. In India l'autore è stato definito il Christopher Nolan della letteratura.
Nel 2021, in occasione delle celebrazioni per il settimo centenario dantesco, ha pubblicato Danteide (Bompiani), viaggio nel cervello dantesco, candidato al Premio Campiello e vincitore del Golden Books Awards.
Nel 2022 ha pubblicato L'Affaire – Tutti gli uomini del caso Dreyfus (Bompiani), all'interno della collana "Munizioni" diretta da Roberto Saviano, nominato “Libro dell’anno” dai lettori del Corriere della Sera e candidato al Premio Strega. Per Giovanni Pacchiano: "Appassionante, titanico, grandioso. È a parer nostro il libro dell’anno. Immenso capolavoro da leggere assolutamente".
Nel 2023 il Corriere della Sera, in seguito a numerose lettere sull’argomento, ha fatto emergere “Il caso del Trellinismo”, definito dal critico letterario Antonio D’Orrico “fenomeno unico al mondo”, la cui paternità è stata attribuita a quattro figure dell’editoria: il direttore della narrativa di Mondadori Giovanni Francesio, il libraio Marco Guerra, il giornalista Antonello Piroso e lo stesso D’Orrico.
Lo stesso anno ha pubblicato “R4” (Mondadori), presentato al Premio Strega 2024, per il quotidiano Domani “Medaglia d’oro al valor romanzesco”, secondo il critico letterario Antonio D’Orrico uno dei tre romanzi che hanno “salvato una annata letteraria italiana altrimenti pronta per l’estrema unzione o, in alternativa, per la dichiarazione di morte presunta”.
Ai Sunday Times Book Awards, tenutisi a Londra il 6 giugno 2024, la Football Writers' Association, formata da oltre 800 giornalisti e corrispondenti, appartenenti a The Times, The Guardian,The Telegraph, The Independent, Daily Mail, BBC e altre testate, gli ha conferito il premio Football Book of the Year per la versione inglese de “La partita” (“The Match”). È stata la prima volta per un libro italiano.'. 

## Opere
- Dizionario dei film, con Alberto M. Castagna e Piero A. Corsini, Roma, Villaggio Editoriale, 1998, ISBN 978-88-870-5317-3.
- La partita. Il romanzo di Italia-Brasile, Collana Strade blu. Fiction, Milano, Mondadori, 2019, ISBN 978-88-047-1686-0. - Collana Oscar Bestsellers. Open, Mondadori, 2021, ISBN 978-88-047-2917-4; ed. illustrata, Collana Strade blu, Mondadori, 2022, ISBN 978-88-047-4654-6.
- Danteide, Collana Overlook, Milano-Firenze, Bompiani, 2021, ISBN 978-88-301-0035-0.
- L'Affaire. Tutti gli uomini del caso Dreyfus, Collana Munizioni, Milano-Firenze, Bompiani, 2022, ISBN 978-88-301-0352-8.
- R4. Da Billancourt a via Caetani, Collana Strade blu. Fiction, Milano, Mondadori, 2023 ISBN 9788804761242.

## Curiosità
Ha abitato nello stesso palazzo della scrittrice Goliarda Sapienza.
Tra i suoi compagni del liceo Goffredo Mameli figurano gli scrittori Teresa Ciabatti, Matteo Nucci e Letizia Muratori.
Nel 1997 ha lavorato come investigatore privato per Tom Ponzi.
Il 12 ottobre 2002 è stato coinvolto nella strage di Bali, “il più grave atto di terrorismo nella storia dell’Indonesia, l’attentato più sanguinario nel mondo dopo l’11 settembre", che provocò 202 vittime. Benché ferito alla testa, insieme alla sua compagna fu l’unico sopravvissuto del ristorante dentro il quale si trovava.
Si è trovato faccia a faccia, di notte, con il pugile Muhammad Ali e il musicista Chuck Berry.
Tra il 2003 e il 2013 ha esplorato più volte le regioni artiche seguendo sulle rompighiaccio la rotta che dalle isole Svalbard conduce verso il Polo Nord e attraversando i ghiacci della Groenlandia in kayak lungo la calotta artica.